# クリスマス・オラトリオ (バッハ)

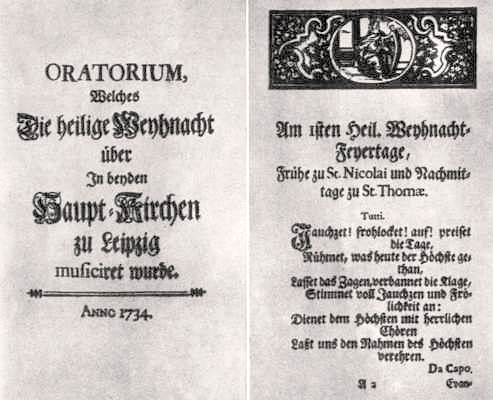
クリスマス・オラトリオのリブレット（台本）冒頭ページ、1734年

『クリスマス・オラトリオ』（独：Weihnachts-Oratorium, 英：Christmas Oratorio） BWV 248 は、ヨハン・ゼバスティアン・バッハが1734年に作曲したオラトリオである。教会でクリスマスシーズン（クリスマスの12日, 12月25日～1月6日）に、合唱団、独唱陣そしてオーケストラにより演奏するために作曲された。現代においては、例えばドイツではクリスマスシーズンに教会でミサとして、また12月にコンサートホールで演奏会形式でも広く演奏される。

## 概要
ドイツ語の歌詞による全6部（計64曲）から成るカンタータ集であり、演奏する際は教会暦に沿ってクリスマス（12月25日）から顕現節（1月6日）の内、日曜と祝日の計6日間に全6部を1日1部ずつ行うが（下記構成参照）、現代においては、コンサートなどでは全6部を休憩をはさみ、一度に演奏することが一般的である。また、年末に第1部から第3部、年明けに第4部から第6部など分割して演奏される事もある。
バッハはライプツィヒの聖トーマス教会の聖歌隊を率いて、同地の聖ニコライ教会と聖トーマス教会の2つの教会を往復しつつ、このオラトリオを演奏したという。
バッハはオラトリオと題する作品を1734年から1735年にかけて3つ作曲しているが、3つのオラトリオのうちの1つはクリスマスから顕現節までの祝日のためのこの『クリスマス・オラトリオ』で、残る2つは復活祭のための『復活祭オラトリオ』（BWV 249）と、昇天祭のための『昇天祭オラトリオ』（BWV 11）である。
『クリスマス・オラトリオ』は、バッハの受難曲同様にルカによる福音書、マタイによる福音書など、新約聖書の文章が福音史家などによって語られることでストーリィが進められる形式を取っており、楽曲の合唱曲とアリアの大半と器楽伴奏つきレチタティーヴォの一部は旧作のカンタータからの転用で、第1部から第4部の合唱曲やアリアのもとになったのは2つの世俗カンタータ『岐路に立つヘラクレス』（BWV 213）と『太鼓よ轟け、ラッパよ響け』（BWV 214）の音楽である。改作した『クリスマス・オラトリオ』は、原曲のカンタータからの転用が自然に行われており、両者がよく対応しているため、バッハは2つの世俗カンタータを作曲した1733年に再度クリスマス用の宗教曲に転用する構想を予め練っていたと考えられている。

## 初演
ライプツィヒでの初演時の演奏
1734年
12月25日　第1部 - 早朝、聖ニコライ教会、午後、聖トーマス教会
12月26日　第2部 - 朝、聖トーマス教会、午後、聖ニコライ教会
12月27日　第3部 - 朝、聖ニコライ教会
1735年
1月1日　第4部 - 朝、聖トーマス教会、午後、聖ニコライ教会
1月2日　第5部 - 朝、聖ニコライ教会
1月6日　第6部 - 朝、聖トーマス教会、午後、聖ニコライ教会

## 演奏時間
演奏時間は、全曲約2時間30分（第1部25分、第2部30分、第3部25分、第4部20分、第5部25分、第6部25分）である。

## 楽器編成
トランペット3、ティンパニ1対、ホルン2、フルート2、オーボエ2（全員オーボエ・ダモーレ持ち替え）、オーボエ・ダ・カッチャ2、弦5部、通奏低音（弦楽のバス、ファゴット、ポジティヴ・オルガン[ペダルなし]）、声楽：混声4部合唱とソプラノ、アルト、テノール、バス独唱陣。

## 構成
第2部冒頭のシンフォニアは全曲中唯一器楽のみで演奏されるが、有名な曲でもあり、しばしば単独でも演奏される。
第1部 降誕節第1祝日用 （12月25日）
- 第1曲 合唱「歓呼の声を放て、喜び踊れ」
- 第2曲 レチタティーヴォ「その頃皇帝アウグストより勅令出で」
- 第3曲 レチタティーヴォ「今ぞ、こよなく尊きわが花嫁」
- 第4曲 アリア「備えせよ、シオンよ、心からなる愛もて」
- 第5曲 コラール「如何にしてわれは汝を迎えまつり」
- 第6曲 レチタティーヴォ「しかしてマリアは男の初子を生み」
- 第7曲 コラールとレチタティーヴォ「彼は貧しきさまにて地に来りましぬ/たれかよくこの愛を正しく讃えん」
- 第8曲 アリア「大いなる主、おお、強き王」
- 第9曲 コラール「ああ、わが心より尊びまつる嬰児イエスよ」

第2部 降誕節第2祝日用 （12月26日）
- 第10曲 シンフォニア
- 第11曲 レチタティーヴォ「このあたりに羊飼いがおりて」
- 第12曲 コラール「差し出でよ、汝美わしき朝の光よ」
- 第13曲 レチタティーヴォ「御使彼らに言う」
- 第14曲 レチタティーヴォ「神いにしえの日アブラハムに約し給いしことの」
- 第15曲 アリア「喜べる羊飼いらよ、急げ、とく急ぎて行けや」
- 第16曲 レチタティーヴォ「かつその徴として」
- 第17曲 コラール「かの暗き畜舎に伏す者」
- 第18曲 レチタティーヴォ「さらば行けかし」
- 第19曲 アリア「眠りたまえ、わが尊びまつる者、安けき憩いを楽しみ」
- 第20曲 レチタティーヴォ「するとたちまち御使のもとに」
- 第21曲 合唱「いと高き所には神に栄光あれ」
- 第22曲 レチタティーヴォ「その調べもて、汝ら御使よ、歓呼して歌えかし」
- 第23曲 コラール「われらは汝の軍勢にま交りて歌いまつらん」

第3部 降誕節第3祝日用 （12月27日）
- 第24曲 合唱「天を統べたもう者よ、舌足らずの祈りを聞き入れ」
- 第25曲 レチタティーヴォ「御使たち去りて天に行きしとき」
- 第26曲 合唱「いざ、ベツレヘムに行きて」
- 第27曲 レチタティーヴォ「主はその民を慰めたまえり」
- 第28曲 コラール「主この全てをわれらになし給いしは」
- 第29曲 アリア(二重唱)「主よ、汝の思いやり、汝の憐れみは」
- 第30曲 レチタティーヴォ「かくて彼ら急いで」
- 第31曲 アリア「わが心よ、この幸なる奇蹟をば」
- 第32曲 レチタティーヴォ「然り、わが心には必ずや内に保たん」
- 第33曲 コラール「われは御身をひたすらに保ち」
- 第34曲 レチタティーヴォ「しかして羊飼いらは再び踝を回して帰り」
- 第35曲 コラール「喜び楽しめ」
- 第24曲 合唱「天を統べたもう者よ、舌足らずの祈りを聞き入れ」

第4部 新年用 （1月1日）
- 第36曲 合唱「ひれ伏せ、感謝もて、讃美もて」
- 第37曲 レチタティーヴォ「八日みちて」
- 第38曲 レチタティーヴォとアリオーソ「インマヌエル、おお、甘き言葉よ！/イエス、こよなく尊きわが生命よ」
- 第39曲 アリア「答えたまえ、わが救い主よ、汝の御名はそも」
- 第40曲 レチタティーヴォとアリオーソ「ならばいざ！汝の御名のみ/イエス、わが歓びの極み」
- 第41曲 アリア「われはただ汝の栄光のために生きん」
- 第42曲 コラール「イエスわが始まりを正し」

第5部 新年後の第1日曜日
- 第43曲 合唱「栄光あれと、神よ、汝に歌わん」
- 第44曲 レチタティーヴォ「イエス、ユダヤのベツレヘムにて」
- 第45曲 合唱とレチタティーヴォ「この度生まれ給えるユダヤ人の王はいずこにいますか？/その君をわが胸の内に求めよ」
- 第46曲 コラール「汝の光輝は全ての闇を呑み」
- 第47曲 アリア「わが暗き五感をも照らし」
- 第48曲 レチタティーヴォ「ヘロデ王これを聞きて」
- 第49曲 レチタティーヴォ「いかなれば汝らはうろたえ慄くか？」
- 第50曲 レチタティーヴォ「王、民の祭司長ら」
- 第51曲 アリア(三重唱)「ああ、その時はいつ現るるや？」
- 第52曲 レチタティーヴォ「いと尊きわが君はすでに統べ治めたもう」
- 第53曲 コラール「かかる心の部屋は」

第6部 顕現節 （1月6日）　公現祭#カトリック教会、聖公会
- 第54曲 合唱「主よ、勝ち誇れる敵どもの息まくとき」
- 第55曲 レチタティーヴォ「ここにヘロデひそかに博士らを招きて」
- 第56曲 レチタティーヴォ「汝偽り者よ、思うがままに主を倒さんとうかがい」
- 第57曲 アリア「その御手のひとふりは」
- 第58曲 レチタティーヴォ「彼ら王の言葉を聞きて」
- 第59曲 コラール「われらはここ馬槽のかたえ汝がみ側に立つ」
- 第60曲 レチタティーヴォ「ここに神、夢にて」
- 第61曲 レチタティーヴォ「さらば行けよ！足れり、わが宝ここより去らずば」
- 第62曲 アリア「さらば汝ら、勝ち誇れる敵ども、脅せかし」
- 第63曲 レチタティーヴォ「陰府の恐れ、今は何するものぞ？」
- 第64曲 コラール「今や汝らの神の報復はいみじくも遂げられたり」

## 録音
- カール・リヒター指揮、ミュンヘン・バッハ管弦楽団、ミュンヘン・バッハ合唱団  (1965年)
- ニコラウス・アーノンクール指揮、ウィーン・コンツェントゥス・ムジクス、アルノルト・シェーンベルク合唱団 (1973年)
- オイゲン・ヨッフム指揮、アカデミー・オブ・セント・マーティン・イン・ザ・フィールズ、ケンブリッジ・キングズ・カレッジ合唱団 (1973年)
- ミシェル・コルボ指揮、ローザンヌ室内管弦楽団、ローザンヌ声楽アンサンブル  (1984年)
- ジョン・エリオット・ガーディナー指揮、イングリッシュ・バロック・ソロイスツ、モンテヴェルディ合唱団  (1987年)
- 鈴木雅明指揮、バッハ・コレギウム・ジャパン (1998年)
- リッカルド・シャイー指揮、ライプツィヒ・ゲヴァントハウス管弦楽団、ドレスデン室内合唱団 (2010年)